# Ептакоми
Ептако̀ми (на гръцки: Επτακώμη; на турски: Yedikonuk) е село в Кипър, окръг Фамагуста. Според статистическата служба на Северен Кипър през 2011 г. селото има 860 жители.
Де факто е под контрола на непризнатата Севернокипърска турска република.